# Església de Sant Esteve

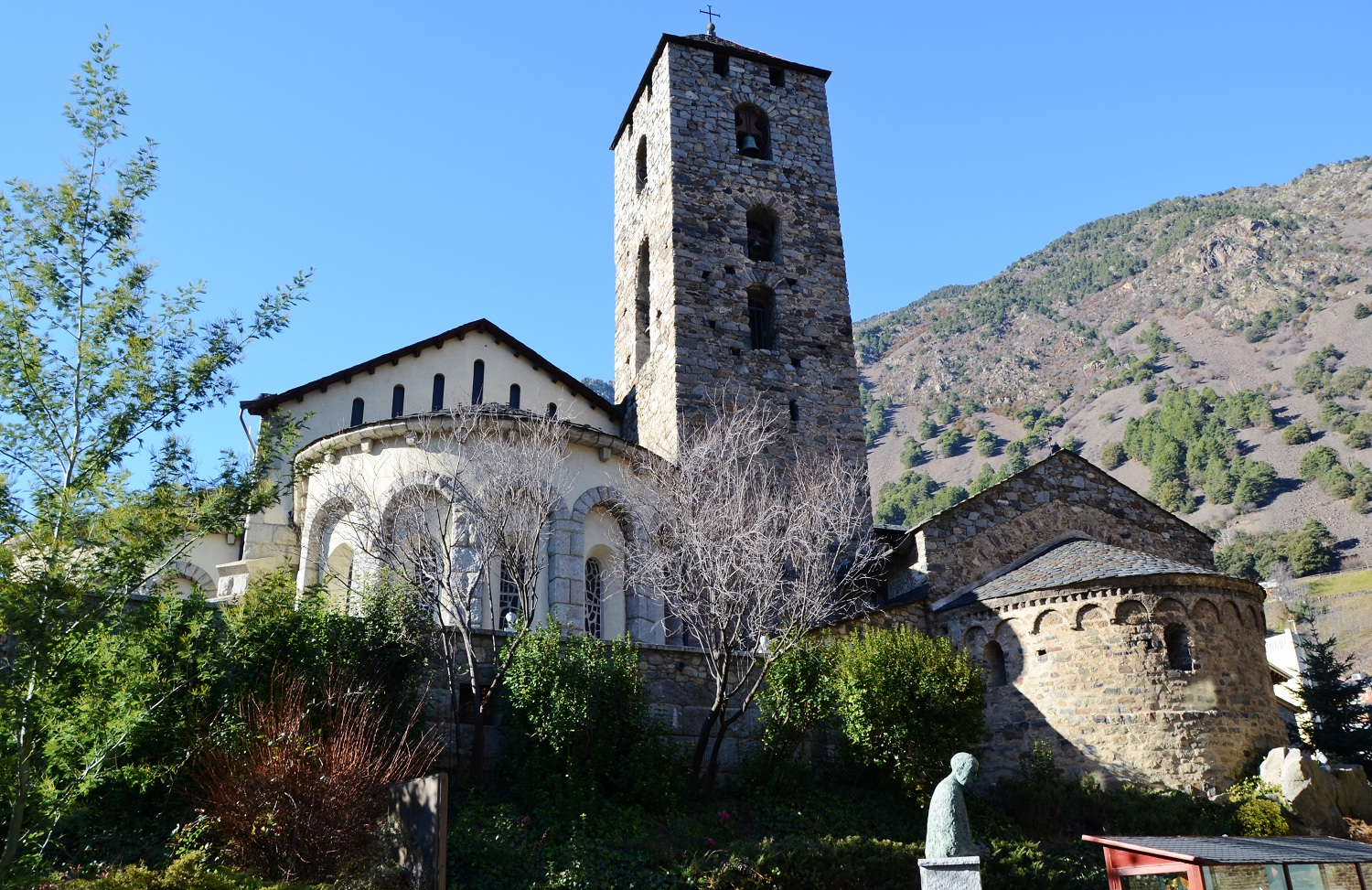
Kyrkan.

Església de Sant Esteve är en kyrka vid Plaça del Príncep Benlloch i Andorra la Vella i Andorra. Den är ett kulturminne. Den byggdes under 1000- och 1100-talen och restaurerades på 1900-talet.